# 중구·동구 (부산 선거구)
중구·동구는 대한민국의 옛 국회의원 선거구이다. 당시 부산광역시 중구와 동구 지역을 관할했다.

## 역사
제15대 국회의원 선거를 앞두고 중구 선거구와 동구 선거구가 통합되면서 신설되었다.
제20대 국회의원 선거를 앞두고 부산 원도심 지역 선거구 개편이 이루어지면서 중구는 영도구 선거구와 새롭게 중구·영도구 선거구를 이루고 동구는 서구 선거구와 서구·동구 선거구를 이루게 되면서 폐지되었다.

## 역대 국회의원
| 선거   | 정당 | 정당     | 의원   |
| ------ | ---- | -------- | ------ |
| 1996년 |      | 신한국당 | 정의화 |
| 2000년 |      | 한나라당 | 정의화 |
| 2004년 |      | 한나라당 | 정의화 |
| 2008년 |      | 한나라당 | 정의화 |
| 2012년 |      | 새누리당 | 정의화 |

## 역대 선거 결과

### 대한민국 제15대 국회의원 선거
|  | 41.61% |

|  | 27.10% |

|  | 22.63% |

|  | 5.30% |

|  | 1.74% |

|  | 1.59% |

### 대한민국 제16대 국회의원 선거
|  | 57.71% |

|  | 31.71% |

|  | 8.12% |

|  | 2.44% |

### 대한민국 제17대 국회의원 선거
|  | 59.56% |

|  | 35.95% |

|  | 1.85% |

|  | 1.77% |

|  | 0.84% |

### 대한민국 제18대 국회의원 선거
|  | 66.35% |

|  | 25.83% |

|  | 7.81% |

### 대한민국 제19대 국회의원 선거
|  | 48.14% |

|  | 39.20% |

|  | 7.17% |

|  | 3.76% |

|  | 1.71% |